# Auprès de moi toujours (film)
Pour les articles homonymes, voir Never Let Me Go et Auprès de moi toujours.
Pour plus de détails, voir Fiche technique et Distribution.
Auprès de moi toujours (Never Let Me Go) est un film américano-britannique réalisé par Mark Romanek, sorti le 3 septembre 2010. Il s'agit d'une adaptation du roman Auprès de moi toujours, écrit par Kazuo Ishiguro.
Le film raconte l'histoire de trois amis, élevés dans un pensionnat à l'écart du monde, qui découvrent de lourds secrets sur leurs origines et le sens de leur vie.

## Synopsis
Une percée médicale en 1952 a permis de prolonger la durée de vie humaine au-delà de 100 ans. En 1978, Kathy, avec ses amis Tommy et Ruth, passent leur vie dans un internat nommé Hailsham. Les étudiants sont encouragés à créer des œuvres d'art et leur meilleur travail entre dans la galerie. Un jour, une nouvelle enseignante, Miss Lucy, informe discrètement les élèves de leur sort : ils sont destinés à être des donneurs d'organes et vont mourir, ou « s'achever ». Peu de temps après, elle est renvoyée par la directrice, Miss Emily, pour avoir partagé cette révélation avec les écoliers. Au fil du temps, Kathy tombe amoureuse de Tommy, mais Ruth et Tommy commencent une relation et restent ensemble pendant le reste de leur temps à Hailsham.
En 1985, Kathy, Ruth et Tommy sont relogés dans des cottages d'une ferme. Ils sont autorisés à quitter les lieux lors d'excursions d'une journée, mais sont résignés à leur sort éventuel. À la ferme, ils rencontrent d'anciens élèves d'écoles similaires à la leur, et il est révélé qu'ils sont tous des clones. Ils entendent également des rumeurs sur la possibilité d'un "report" - un sursis temporaire au don d'organes pour les donneurs qui sont amoureux et peuvent le prouver. Tommy devient convaincu que la galerie de Hailsham était destinée à examiner leurs âmes et que les œuvres d'art envoyées à la galerie pourront confirmer le véritable amour là où il est présent. La relation entre Tommy et Ruth devient sexuelle et Ruth confronte Kathy, lui disant que Tommy ne l'a jamais considérée comme plus qu'une amie. Cela amène Kathy et Ruth à mettre fin à leur amitié. La solitaire Kathy part et devient une «soignante» - une donneuse qui bénéficie d'un sursis temporaire du don en récompense pour avoir soutenu et réconforté les donneurs alors qu'ils sont obligés de renoncer à leurs organes. La relation de Tommy et Ruth se termine mais Kathy a déjà commencé sa formation.
En 1994, Kathy travaille toujours comme aide-soignante et a vu de nombreux donneurs mourir progressivement au fur et à mesure que leurs organes sont prélevés. Kathy, qui n'a pas revu Ruth ni Tommy depuis la ferme, découvre Ruth, frêle après deux dons. Ils retrouvent Tommy, qui est également affaibli par ses dons, et ils se rendent en voiture au bord de la mer, où Ruth admet qu'elle n'aimait pas Tommy et ne l'a séduit que parce qu'elle avait peur d'être seule. Elle est rongée par la culpabilité et cherche un moyen d'aider Tommy et Kathy. Elle croit que les rumeurs de « sursis » sont vraies, et a trouvé l'adresse de la galeriste, Madame, qui, selon elle, peut accorder des sursis aux couples amoureux. Ruth meurt sur la table d'opération peu de temps après.
Kathy et Tommy commencent enfin une relation. Tommy explique à Kathy qu'il crée de l'art dans l'espoir que cela facilitera le report. Lui et Kathy conduisent pour rendre visite à Madame, qui vit avec la directrice de Hailsham. Les deux professeurs leur disent que le report n'existe pas et que les œuvres de Tommy ne l'aideront pas. Ils expliquent que le but de The Gallery n'était pas d'examiner leurs âmes mais de rechercher si les donateurs «tout sauf humains» avaient même une âme; Hailsham était le dernier endroit pour considérer les implications éthiques du système des donneurs. Alors qu'ils apprennent la nouvelle sur leur voyage de retour, Tommy explose de rage et de frustration, et ils s'accrochent l'un à l'autre dans le chagrin. Tommy termine son dernier don et meurt sur la table d'opération, laissant Kathy seule, attendant que ses dons commencent dans un mois. Contemplant les ruines de son existence, elle demande en voix off si son destin est vraiment différent de celui des personnes qui recevront ses organes ; après tout, "nous sommes tous complets".

## Fiche technique
- Titres français : Never Let Me Go (distribution en salles), Auprès de moi toujours (distribution en vidéo)
- Titre original : Never Let Me Go
- Réalisation : Mark Romanek
- Scénario : Alex Garland, d'après le roman de Kazuo Ishiguro
- Musique : Rachel Portman
- Photographie : Adam Kimmel
- Montage : Barney Pilling (en)
- Direction artistique : Paul Cripps
- Décors : Mark Digby
- Costumes : Rachael Fleming et Steven Noble
- Production : Alex Garland, Andrew Macdonald et Allon Reich
- Société de production : Fox Searchlight Pictures
- Pays d'origine :  États-Unis et  Royaume-Uni
- Langue originale : anglais
- Genre : Science-fiction et drame
- Durée : 103 minutes
- Format : couleurs - 35 mm - 2,35:1 - Dolby Digital
- Budget : 15 000 000 $
- Dates de sortie :
  - États-Unis : 3 septembre 2010 (première mondiale au Festival de Telluride) ; 15 septembre 2010 (sortie limitée) ; 15 octobre 2010 (sortie nationale)
  - Royaume-Uni : 13 octobre 2010 (Festival de Londres) ; 11 février 2011 (sortie nationale)
  - France : 2 mars 2011

## Distribution
- Carey Mulligan (VF : Elisabeth Ventura) : Kathy
  - Isobel Meikle-Small (en) (VF : Camille Timmerman) : Kathy enfant
- Andrew Garfield (VF : Julien Bouanich) : Tommy
  - Charlie Rowe (VF : Gwenvin Sommier) : Tommy enfant
- Keira Knightley (VF : Sybille Tureau) : Ruth
  - Ella Purnell (VF : Claire Bouanich) : Ruth enfant
- Charlotte Rampling (VF : elle-même) : Miss Emily
- Nathalie Richard (VF : elle-même) : Madame
- Sally Hawkins (VF : Danièle Douet) : Miss Lucy

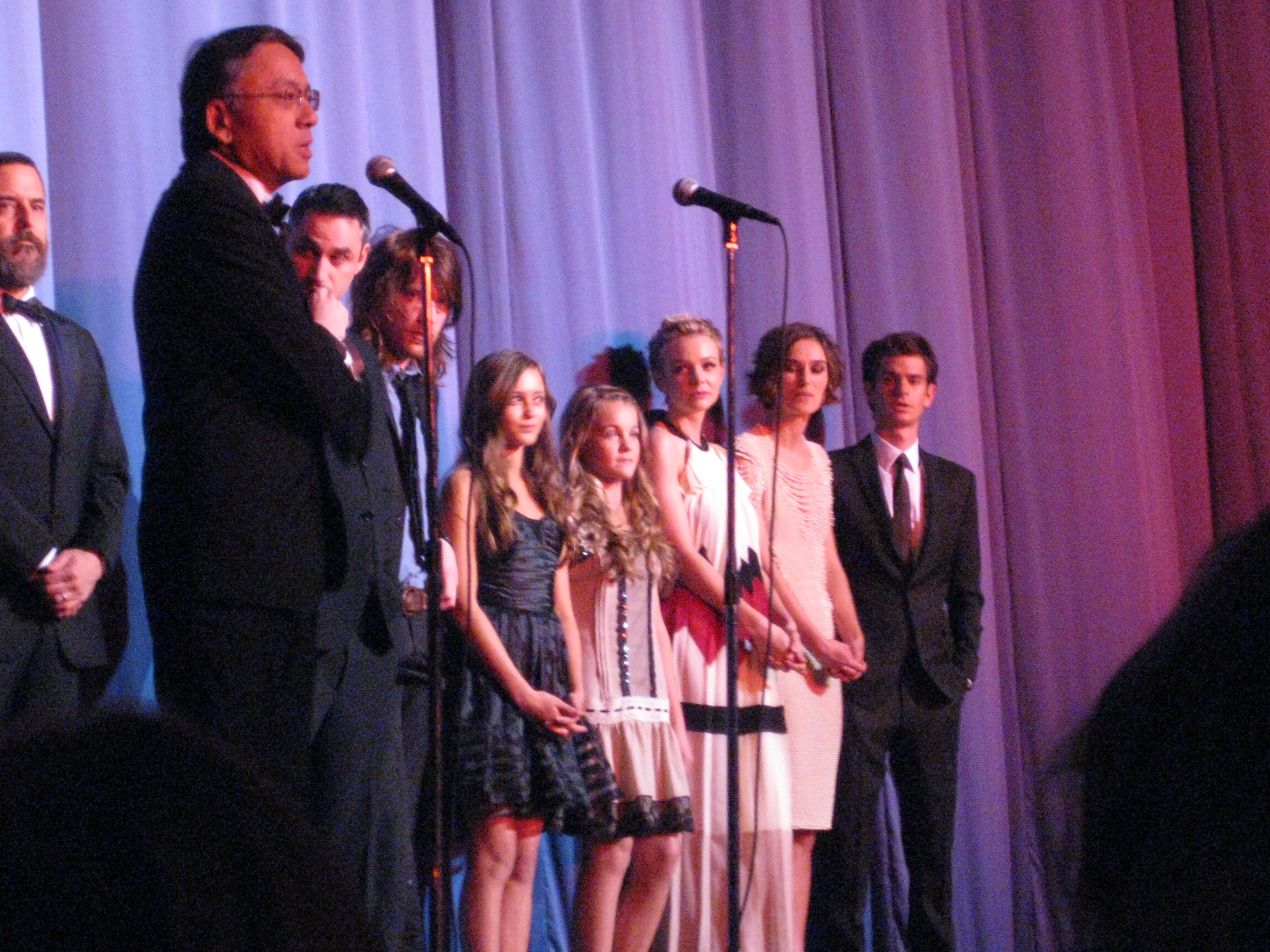
Les acteurs du film autour du réalisateur Mark Romanek au BFI Film Festival 2010.

- Kate Bowes Renna : Miss Geraldine
- Domhnall Gleeson (VF : Emmanuel Garijo) : Rodney
- Andrea Riseborough (VF : Julie Dumas) : Chrissie
- Hannah Sharp : Amanda
- Oliver Parsons : Arthur
- Luke Bryant : David

## Réception critique
La presse française a émis des critiques globalement positives sur le film, avec une moyenne de 3,0/5 d'après le site Allociné. Pour le magazine spécialisé Brazil, « Never let me go s'impose de fait comme un film profondément humain, d'une portée philosophique rare. » Le journal Ouest-France a en revanche été déçu par le film : « [le réalisateur] se perd ici dans un récit déroutant, entre chronique rétro et film d'anticipation. Pour une réflexion assez superficielle sur les risques et les fragilités de la nature humaine. »
Les spectateurs français ont également apprécié le film, lui attribuant une moyenne de 3,3/5 d'après le site Allociné. La moyenne du film sur le site IMDb est de 7,2/10 et sur Rotten Tomatoes de 70 %.
En janvier 2012, la majorité des critiques du magazine Première l'ont classé dans les 10 meilleurs films de 2011.

## Box-office
Le film est un échec commercial avec, d'après le site spécialisé Box Office Mojo, 9 455 232 $ de recettes mondiales au 16 décembre 2010 pour 15 000 000 $ de budget.	

## Distinctions

### Récompenses
- British Independent Film Awards 2010 : Meilleure actrice pour Carey Mulligan
- Evening Standard British Film Awards 2011 : Meilleur acteur pour Andrew Garfield
- Saturn Awards 2011 : Meilleur acteur dans un rôle secondaire pour Andrew Garfield

### Nominations
- Film Independent's Spirit Awards 2011 : Meilleure photographie pour Adam Kimmel
- Saturn Awards 2011 : Meilleur film de science-fiction ; meilleure actrice pour Carey Mulligan ; meilleure actrice dans un rôle secondaire pour Keira Knightley ; meilleur scénario pour Alex Garland